# Термічний удар

Фрагменти вибухового горіння вуглемазутної гранули діаметром 1 мм. Вихідний — вугільний пил крупності -0,1 мм. Кадри кінозйомки.

Термі́чний уда́р або теплови́й уда́р (англ. thermal shock) — одноразова високошвидкісна (десятки або сотні градусів за секунду) та неоднорідна зміна температури тіла, яка спричиняє високі термічні напруження, що часто викликають деформацію та руйнування.

## Загальні поняття
Зазвичай до термічного удару відносять випадки швидкого нагрівання, але термічним ударом можна вважати й різке охолодження (наприклад, при попаданні холодного струменя рідини на нагрітий скляний посуд). При термічному ударі, що викликається короткочасним швидкісним поверхневим нагрівом, руйнування у багатьох випадках відбувається не на стадії нагрівання, а при подальшому охолодженні, що відбувається теж з великою швидкістю. Визначальним показником термічного удару є виникнення за дуже короткий час (частки секунди) температурного градієнта і обумовлених ним деформацій та механічних напружень, що приводять до формозміни, порушень суцільності (тріщин) і у граничному випадку до руйнування.

## Особливості прояву
При термічному ударі в умовах швидкого нагрівання тіла його зовнішні шари розширюються, а глибші, що залишаються ненагрітими, перешкоджають цьому розширенню. У більш розігрітих шарах виникає напруження стиску, у менш нагрітих — розтягу. Коли напруження досягає границі міцності на стиск або розтяг, матеріал руйнується. У більшості матеріалів опір стисненню є вищим від опору розтягуванню, тому руйнування відбувається в зоні дії напружень розтягу, тобто тріщина виникає у менш нагрітих шарах і потім поширюється після припинення нагрівання на весь об'єм. Так руйнуються при термічному ударі кераміка, скло та інші крихкі та низькотеплопровідниі матеріали. Дія термічного удару на метали і сплави здебільшого обмежується зміною форми (жолобленням). Внаслідок високої теплопровідності температурні градієнти при швидкому нагріванні в металах і сплавах не досягають величини, необхідної для того, щоб викликати напруження, які б перевищили границю міцності матеріалу. Крім того, в металах і сплавах завдяки властивій їм значної пластичності температурні напруження у більшості випадків не виходять за границю плинності. Термічний удар є найнебезпечнішим для матеріалів, що мають високий коефіцієнт теплового розширення, низьку теплопровідність, високий модуль пружності, широкий діапазон значень границі міцності та низьку пластичність. Вплив термічного удару посилюється за наявності різких змін перетину (отвори, виточки тощо) тіла, які концентрують термічні напруження та ускладнюють появу пластичної деформації.